# Sfera di Bloch

Sfera di Bloch

In meccanica quantistica, la sfera di Bloch è una rappresentazione geometrica dello spazio degli stati "puri" di un sistema quanto-meccanico a 2 livelli indicati con {\displaystyle \mathbf {q} }. In altri termini essa rappresenta gli stati "puri" di un registro quantistico a 1 qubit. La sfera di Bloch è geometricamente una sfera di raggio unitario i cui punti sulla superficie sono in corrispondenza biunivoca con gli stati "puri" di {\displaystyle \mathbf {q} }; questa corrispondenza può essere determinata esplicitamente e fornisce una rappresentazione di {\displaystyle \mathbf {q} } spesso utile.
Si determina questa corrispondenza, cioè la descrizione di un qubit nella sfera di Bloch. Un qualsiasi stato {\displaystyle \psi } di {\displaystyle \mathbf {q} } può essere scritto come la "sovrapposizione" complessa di due vettori ket {\displaystyle |0\rangle } e {\displaystyle |1\rangle } costituenti una base ortonormale dello spazio di Hilbert di {\displaystyle \mathbf {q} }. Questa rappresentazione dipendente da 4 parametri reali è notoriamente ridondante, sia perché sono sufficienti i vettori di norma 1, sia perché i fattori di fase non influiscono sugli stati fisici. Si può supporre che il coefficiente di {\displaystyle |0\rangle } sia reale e non negativo: con questa scelta ogni {\displaystyle \psi } utile e di norma {\displaystyle 1} viene rappresentato come:
{\displaystyle |\psi \rangle =\cos {\frac {\theta }{2}}\,|0\rangle +e^{i\phi }\sin {\frac {\theta }{2}}\,|1\rangle }
con 
{\displaystyle 0\leq \theta \leq \pi ,\quad 0\leq \phi <2\pi }.
I parametri {\displaystyle \varphi } e {\displaystyle \theta }, un po' diversi da quelli utilizzati solitamente per le coordinate sferiche, identificano univocamente un punto di coordinate {\displaystyle (x,y,z)} sulla sfera unitaria dello spazio euclideo {\displaystyle \mathbb {R} ^{3}} tramite le seguenti espressioni:
{\displaystyle {\begin{cases}x&=\sin \theta \cos \phi \\y&=\sin \theta \sin \phi \\z&=\cos \theta \end{cases}}}.
Questa corrispondenza è biunivoca ad eccezione dei punti {\displaystyle (0,0,1)} e {\displaystyle (0,0,-1)} per i quali {\displaystyle \phi } è ininfluente.
Due punti agli antipodi della superficie della sfera rappresentano vettori fra loro ortogonali.
In questa rappresentazione {\displaystyle |0\rangle } è mappato nel punto {\displaystyle (0,0,1)} e {\displaystyle |1\rangle } è mappato nel punto {\displaystyle (0,0,-1)}. Ad eccezione di questi due poli ogni coppia {\displaystyle (\theta ,\varphi )} si trova in corrispondenza biunivoca con uno stato di {\displaystyle \mathbf {q} }.
Prende nome dal fisico Felix Bloch.